# Chùa Hồ Thiên
Chùa Hồ Thiên (tên chữ: Trù Phong Tự) nằm ở sườn núi Phật Sơn thuộc dãy núi Yên Tử thuộc địa phận phường Bình Khê, thành phố Đông Triều, tỉnh Quảng Ninh. Chùa Hồ Thiên được xây dựng từ đời nhà Trần, được Bộ Văn hóa, Thể thao và Du lịch Việt Nam công nhận là Di tích lịch sử văn hoá cấp quốc gia vào ngày 29 tháng 5 năm 2006 theo quyết định số 55/2006/QĐ-BVHTT.
Chùa Hồ Thiên nằm trên giữa chừng núi, phía nam của núi Phật Sơn, ở phía sau và cả hai bên chùa đều có núi bao quanh, phía trước có đồi tạo thành một vùng phúc địa ở giữa. Chùa được dựng vào khoảng giai đoạn kể từ khi Đệ Nhị Tổ Pháp Loa kế tục sự nghiệp của Đệ Nhất Tổ cho đến cuối đời (1307-1330). Ngôi chùa này là một trong những di tích cùng thời có liên quan đến hàng loạt các di tích khác thời Trần gắn với Trúc Lâm Tam Tổ ở Quảng Ninh như chùa Yên Tử, chùa Ngoạ Vân và chùa Quỳnh Lâm.
A Hiện trạng: quần thể chùa Hồ Thiên gồm 2 phần
1. Phần di tích cổ: Những công trình và phế tích còn lại từ thời phong kiến
1.1 Nền chùa cổ với các chân cột bằng đá xanh, máng đá...được xác định có niên đại từ thời Trần

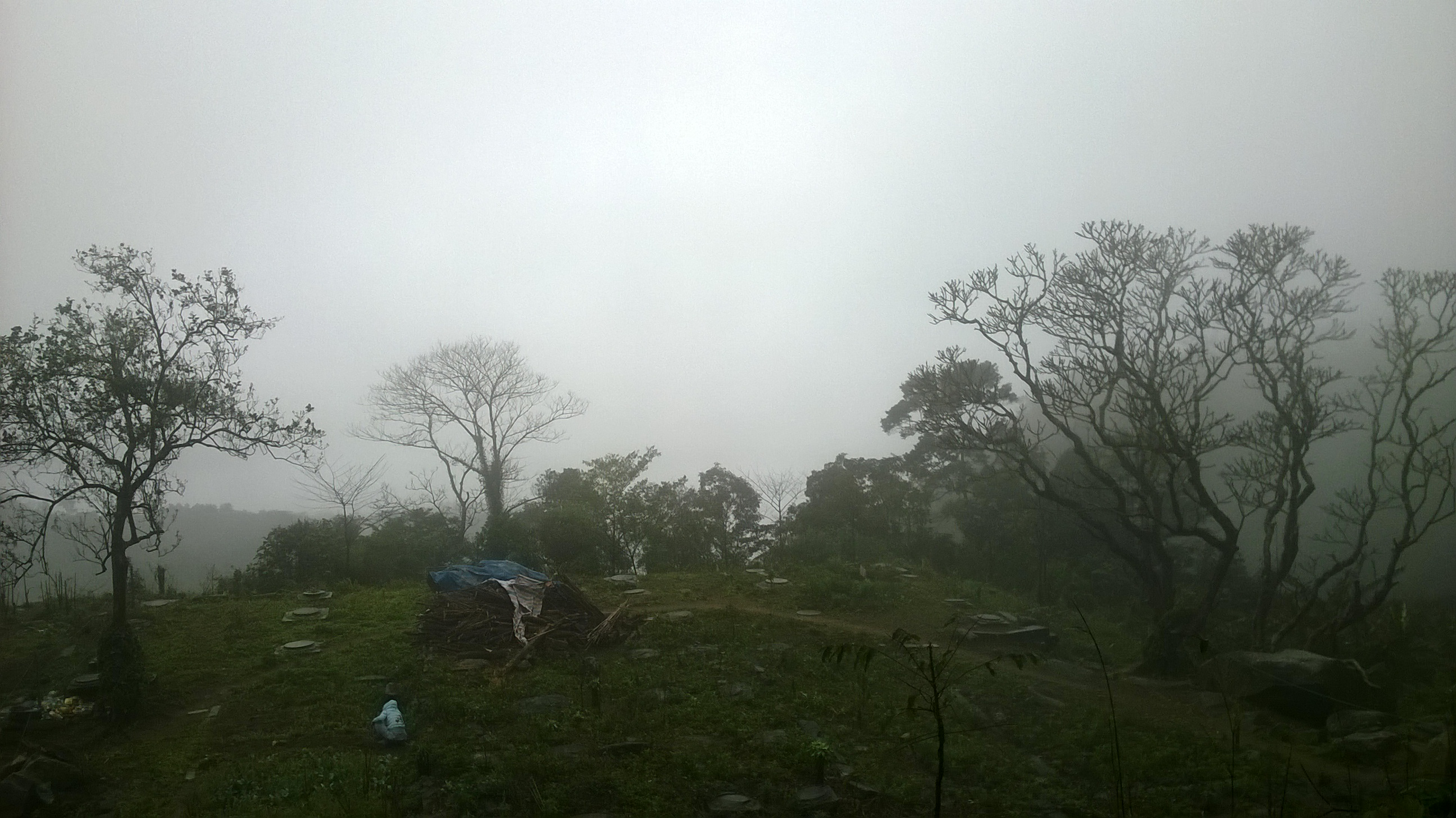

1.2 Khu vườn tháp với một bảo tháp 7 tầng bằng đá xanh bốn mặt có tôn trí tượng phật (đã trùng tu), một tháp tổ xây bằng gạch trên bệ đá xanh chạm khắc cánh sen cách điệu (tương đối nguyên vẹn), ba bệ tháp bằng đá tương tự
1.3 Khu nhà bia bằng đá xanh

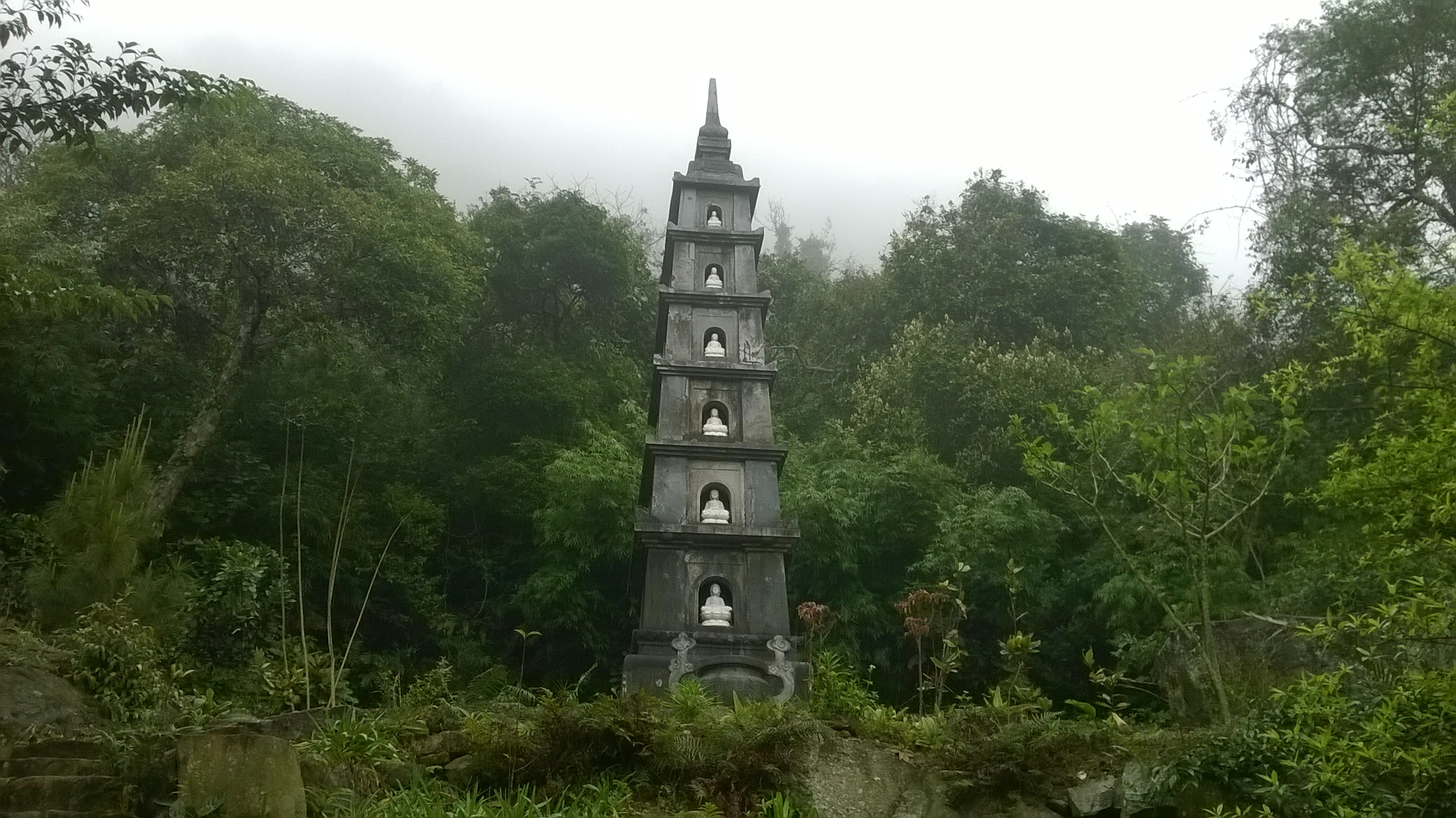

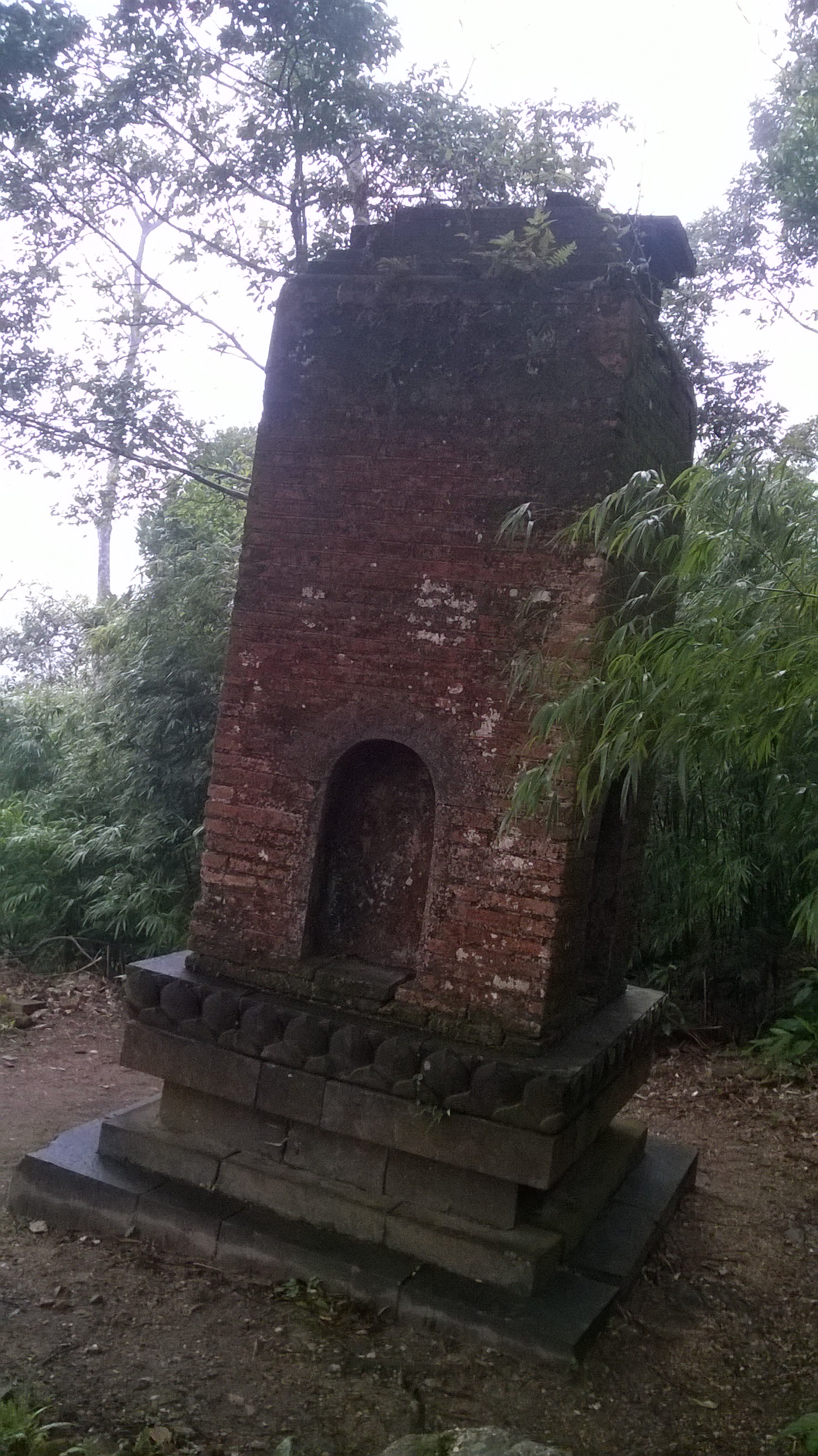

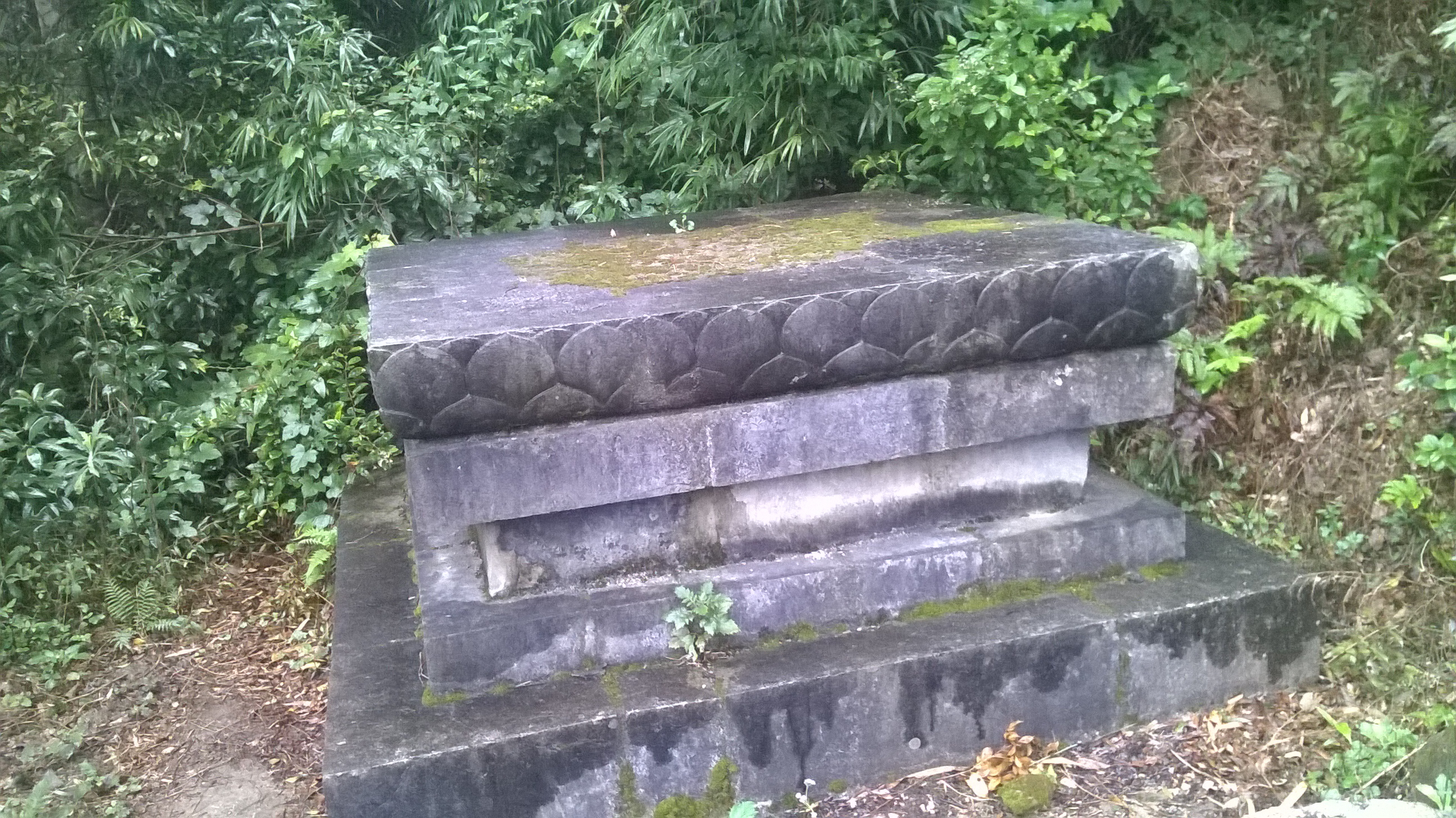

1.4 Nếp chùa cổ xây bằng gạch có niên đại từ thời Nguyễn
1.5 Khu vườn thất với dấu tích của một nền cổ được bảo vệ bằng bờ kè xếp đá bó vỉa

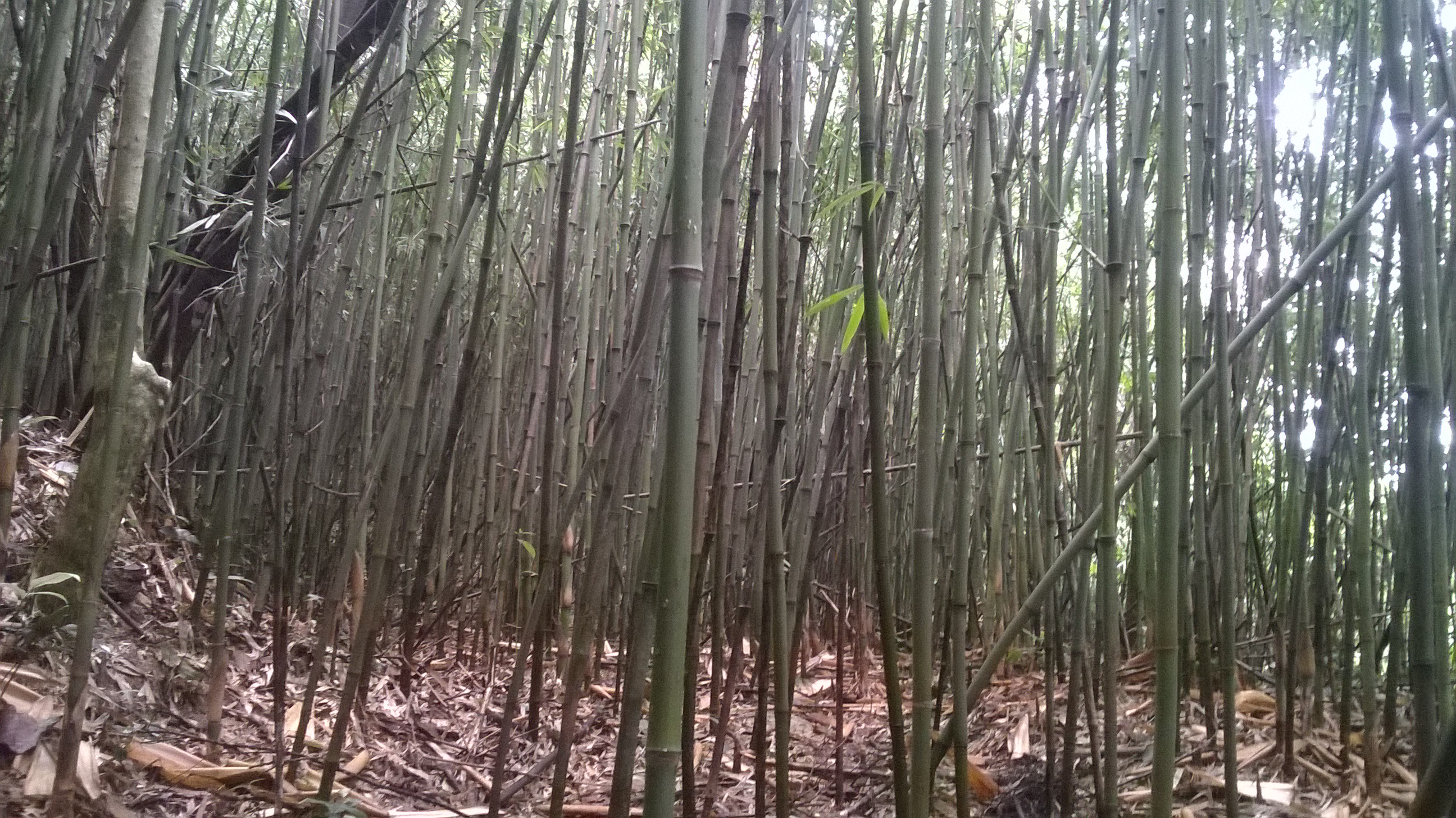

1.6 Am Hàm Rồng với dấu tích của một nền cổ và một số chân cột bằng đá xanh. Am này nằm gần trên đỉnh núi.

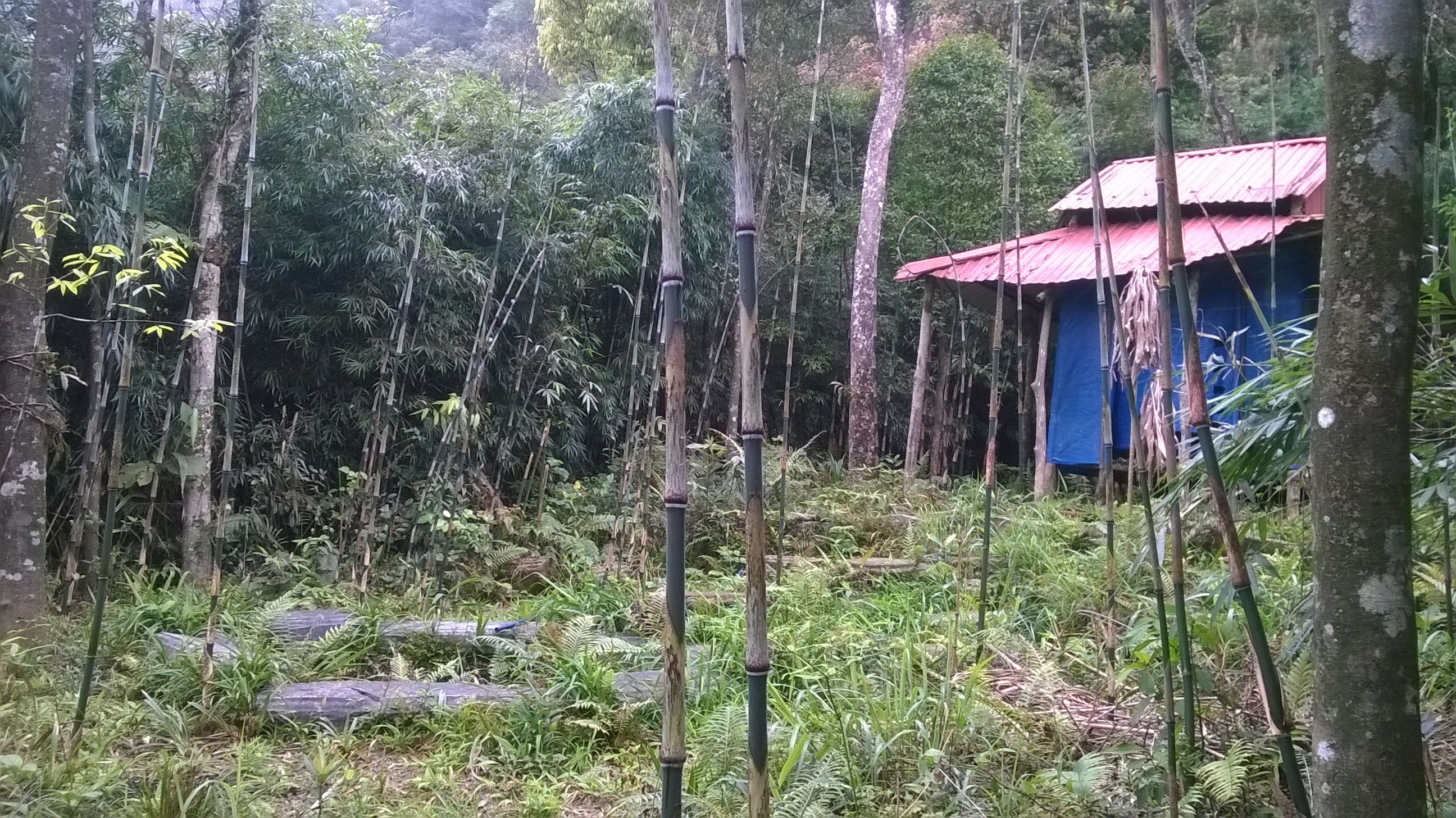

2. Phần xây mới phục vụ nhu cầu sinh hoạt và tu hành của nhà chùa
2.1 Ngôi chánh điện thờ phụng Tam bảo, cử hành các nghi lễ, và tọa thiền

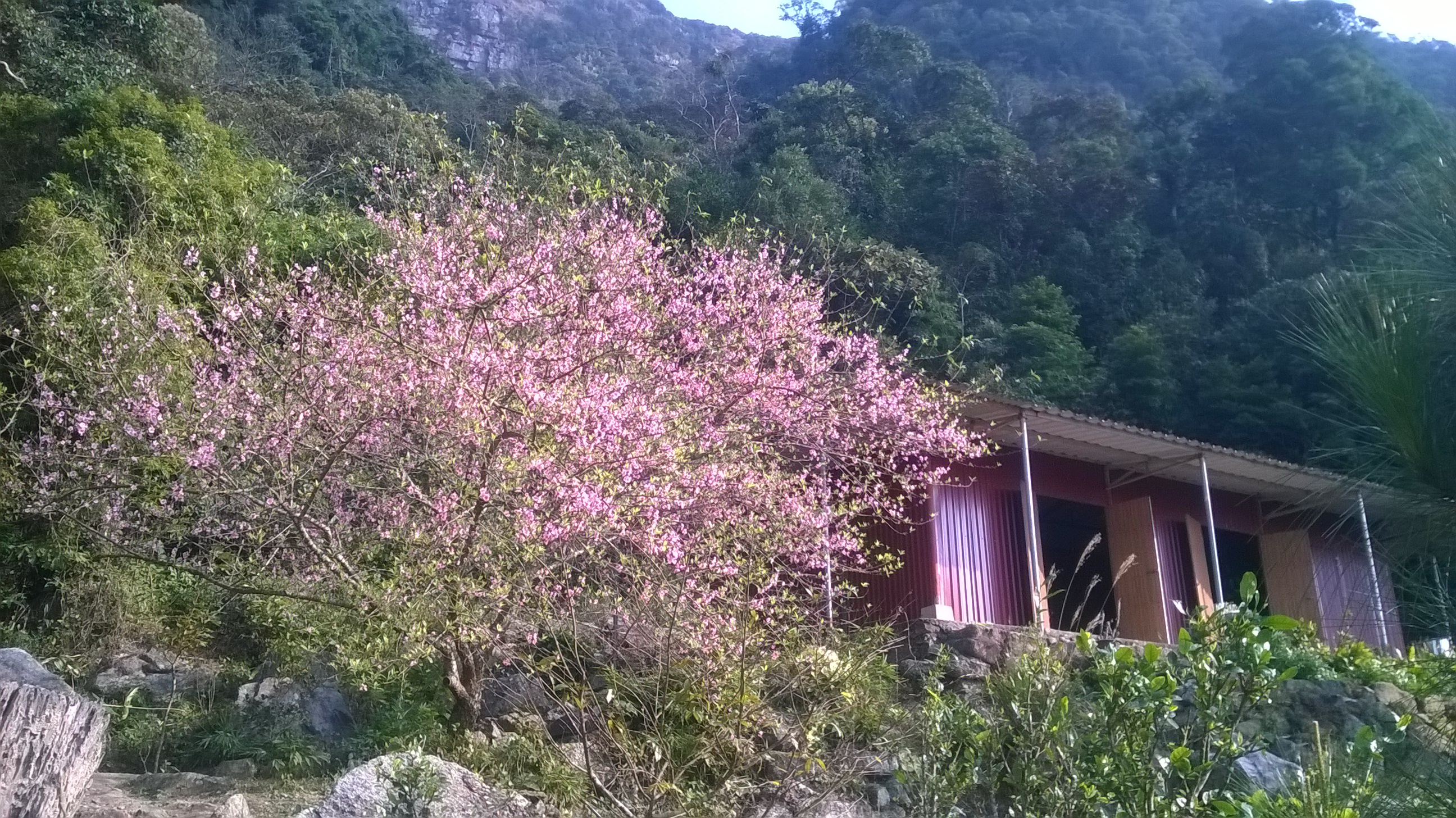

2.2 Khu trung tâm gồm nhà ở cư sĩ, nhà bếp, nhà ăn, nhà khách và điểm dừng chân

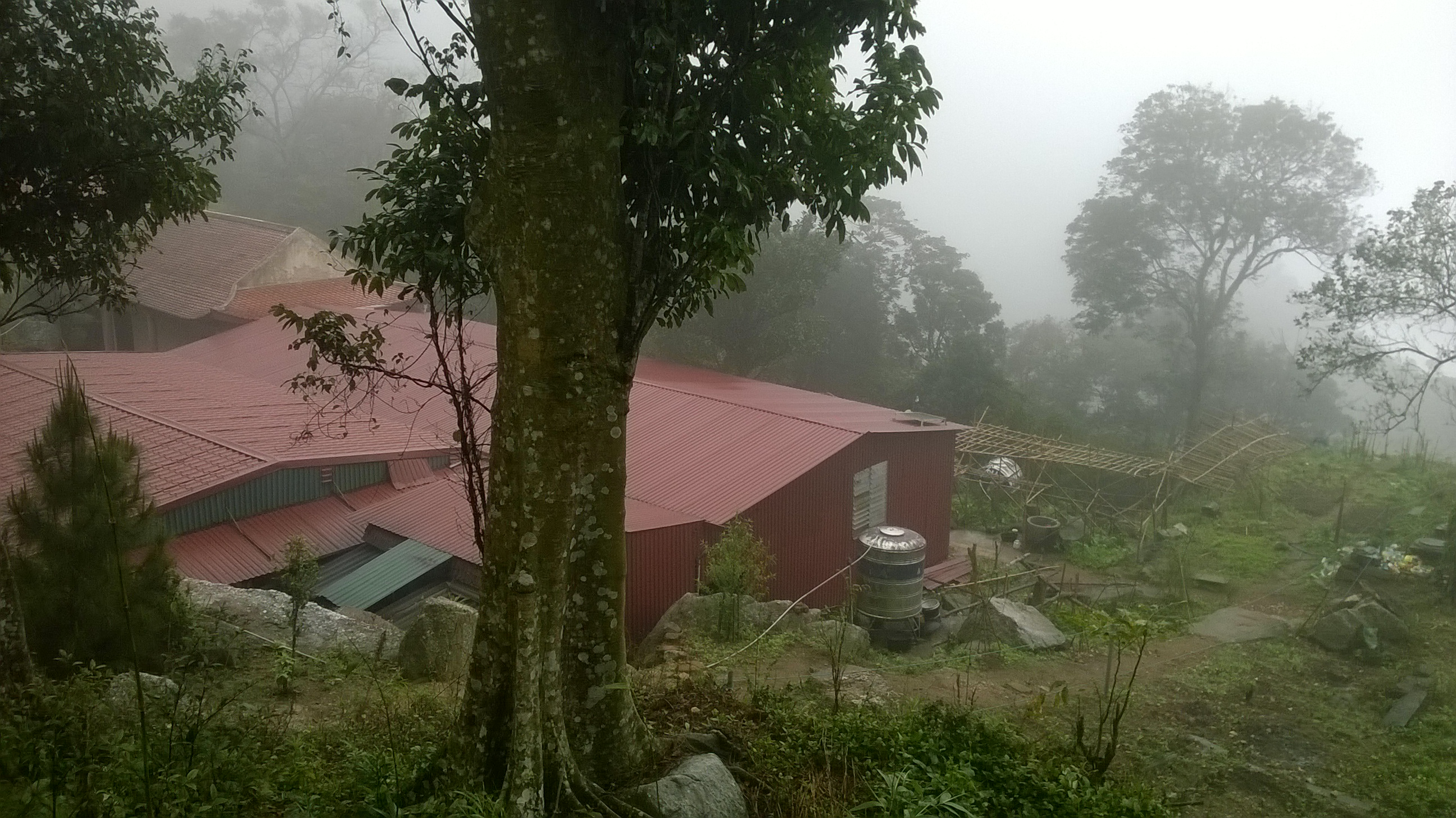

2.3 Khu thất Trụ trì: Gồm chỗ ở của sư Trụ trì và khu vực tiếp khách
2.4 Khu chùa phụ nằm phía trước nhà bia gồm khu nhà ở cho phật tử nữ và khu nhà sàn phục vụ miễn phí khách du lịch
B. Nhân sự và hoạt động

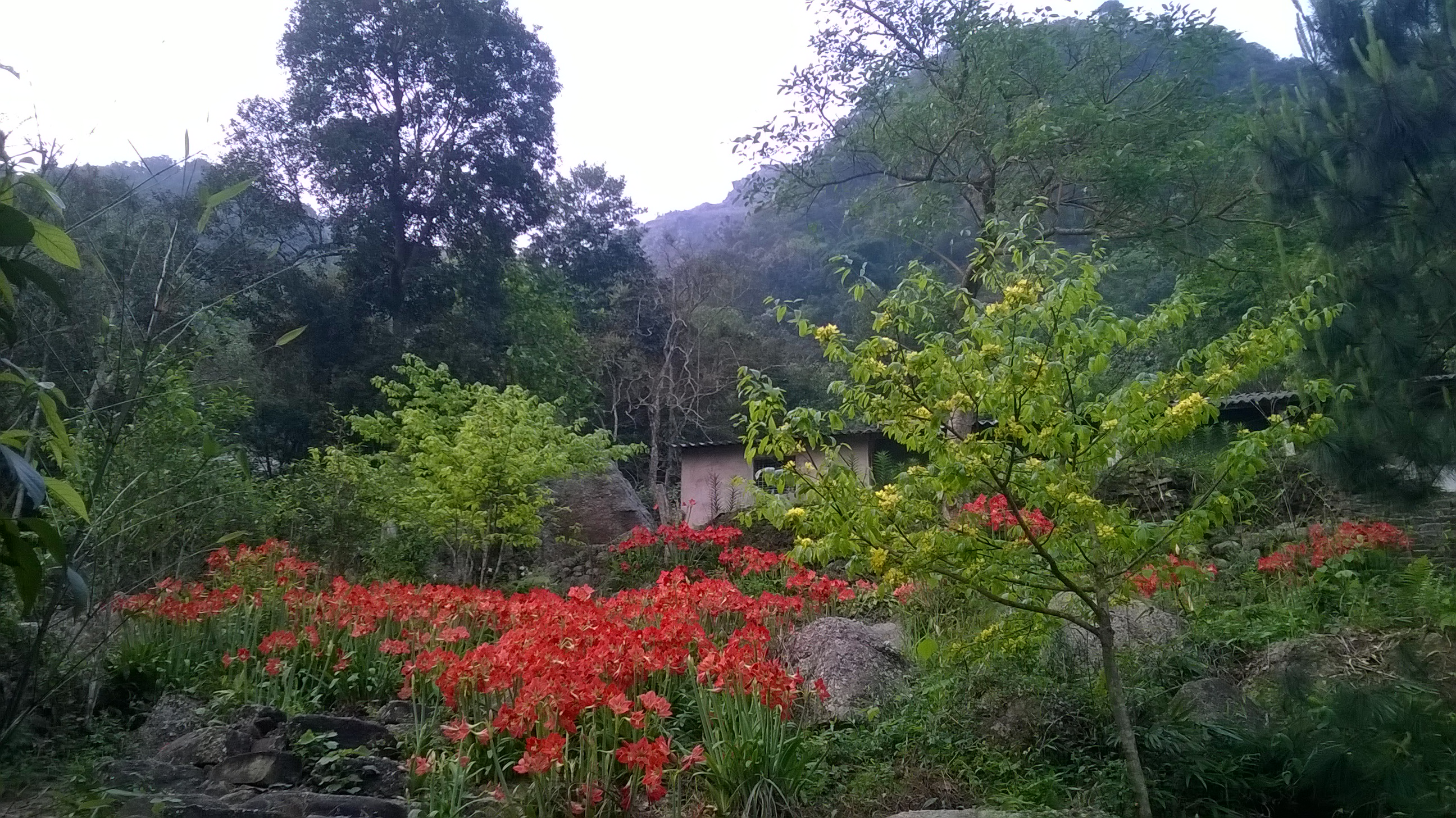

Trụ trì chùa là Thiền sư Thích Đạt Ma Chí Thông
Hình thức sinh hoạt tôn giáo tại chùa được duy trì theo thể thức của Thiền phái Trúc Lâm Yên Tử
Lễ hội: Chùa Hồ Thiên không có lễ hội chính thức. Các ngày lễ lớn và quan trọng trong năm tại chùa gồm có
1. Rằm tháng giêng (15 tháng 1 âm lịch). Ngày này hàng năm chính quyền địa phương tổ chức cho nhân dân lên chùa lễ Phật và tham quan, nhà chùa tổ chức lễ cầu an và nấu cơm chay tiếp đón miễn phí.
2. Giỗ tổ Huyền Quang
3. Giỗ tổ Pháp Loa
4. Giỗ tổ Trần Nhân Tông (Trúc Lâm Đại Đầu Đà)
Ngoài ra chùa cũng tổ chức các ngày lễ lớn của Phật giáo Việt Nam như: Phật Đản, Vu lan
C. Thông tin khác
Có nhiều cách lý giải về tên chùa (núi) Hồ Thiên. Trong những ngày thời tiết đặc biệt của mùa đông, sau những cơn mưa rào lớn, Sương mù dày đặc lấp đầy các thung lũng xung quanh khiến quanh cảnh quan sát được từ chùa giống như những hòn đảo nổi lên từ mặt hồ giữa lưng trời 

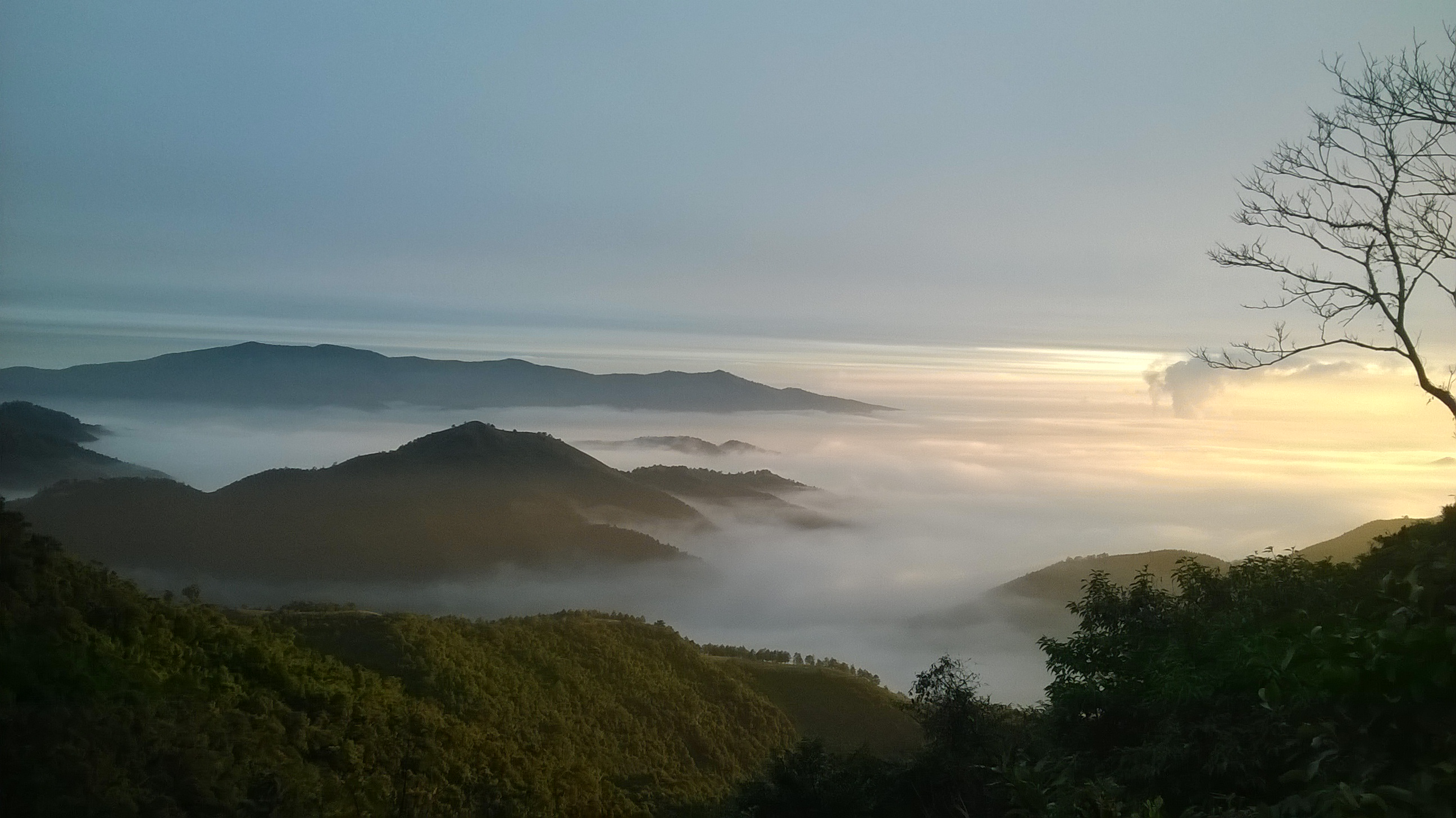

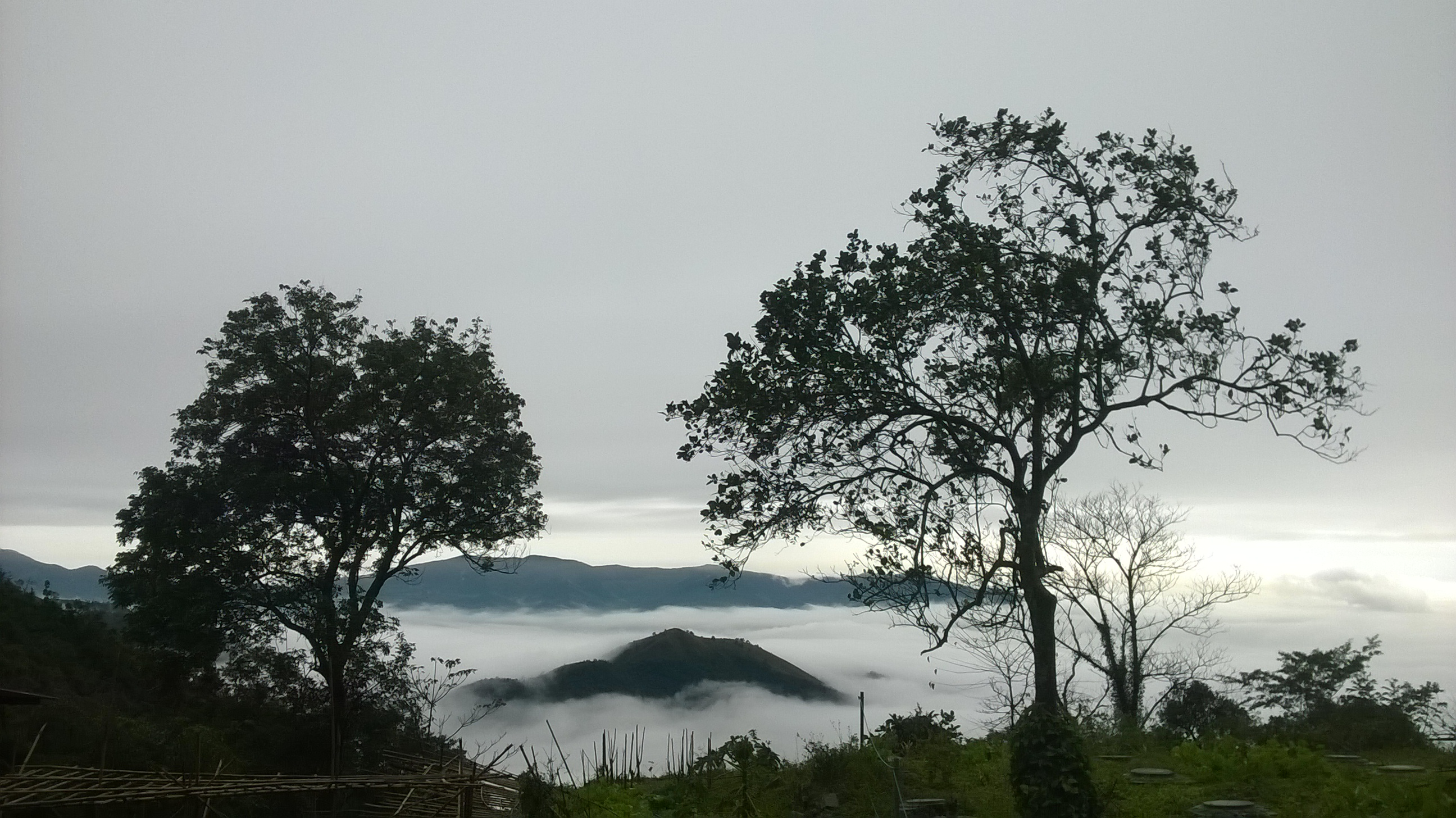

Chùa Hồ Thiên là một trong những thắng địa của vùng đất Đông Triều, Yên Tử.